# Alexius Třeboňský
Alexius Třeboňský (* po roce 1495 – ?) byl právník a humanistický filozof. Studoval v Krakově a Bolognii. Soustředil rozsáhlou knihovnu právnické a filozofické literatury, hlavně antických autorů, která zahrnovala 146 rukopisů a 77 prvotisků. Do svých knih doplňoval marginálie a rejstříky.